# IJsland op de Olympische Zomerspelen 2020
IJsland nam deel aan de Olympische Zomerspelen 2020 in Tokio, Japan.

## Atleten
Hieronder volgt een overzicht van de atleten die zich verzekerden van deelname aan de Olympische Zomerspelen 2020.
| sport       | mannen | vrouwen | totaal |
| ----------- | ------ | ------- | ------ |
| Atletiek    | 1      | 0       | 1      |
| Schietsport | 1      | 0       | 1      |
| Zwemmen     | 1      | 1       | 2      |
| totaal      | 3      | 1       | 4      |

## Sporten

### Atletiek
Mannen
Technische nummers
| atleet               | onderdeel    | kwalificaties       | kwalificaties       | finale         | finale         |
| atleet               | onderdeel    | afstand             | rang                | afstand        | rang           |
| -------------------- | ------------ | ------------------- | ------------------- | -------------- | -------------- |
| Guðni Valur Guðnason | discuswerpen | geen geldige poging | geen geldige poging | niet geplaatst | niet geplaatst |

### Schietsport
Mannen
| atlete               | onderdeel         | kwalificaties | kwalificaties | finale         | finale         |
| atlete               | onderdeel         | punten        | rang          | punten         | rang           |
| -------------------- | ----------------- | ------------- | ------------- | -------------- | -------------- |
| Ásgeir Sigurgeirsson | 10 m luchtpistool | 570           | 28            | niet geplaatst | niet geplaatst |

### Zwemmen
Mannen
| atleet             | onderdeel        | series  | series | halve finale   | halve finale   | finale         | finale         |
| atleet             | onderdeel        | tijd    | rang   | tijd           | rang           | tijd           | rang           |
| ------------------ | ---------------- | ------- | ------ | -------------- | -------------- | -------------- | -------------- |
| Anton Sveinn McKee | 200 m schoolslag | 2.11,64 | 24     | niet geplaatst | niet geplaatst | niet geplaatst | niet geplaatst |

Vrouwen
| atleet                   | onderdeel        | series  | series | halve finale   | halve finale   | finale         | finale         |
| atleet                   | onderdeel        | tijd    | rang   | tijd           | rang           | tijd           | rang           |
| ------------------------ | ---------------- | ------- | ------ | -------------- | -------------- | -------------- | -------------- |
| Snæfríður Jórunnardóttir | 100 m vrije slag | 56,15   | 24     | niet geplaatst | niet geplaatst | niet geplaatst | niet geplaatst |
| Snæfríður Jórunnardóttir | 200 m vrije slag | 2.00,20 | 22     | niet geplaatst | niet geplaatst | niet geplaatst | niet geplaatst |